# 1268

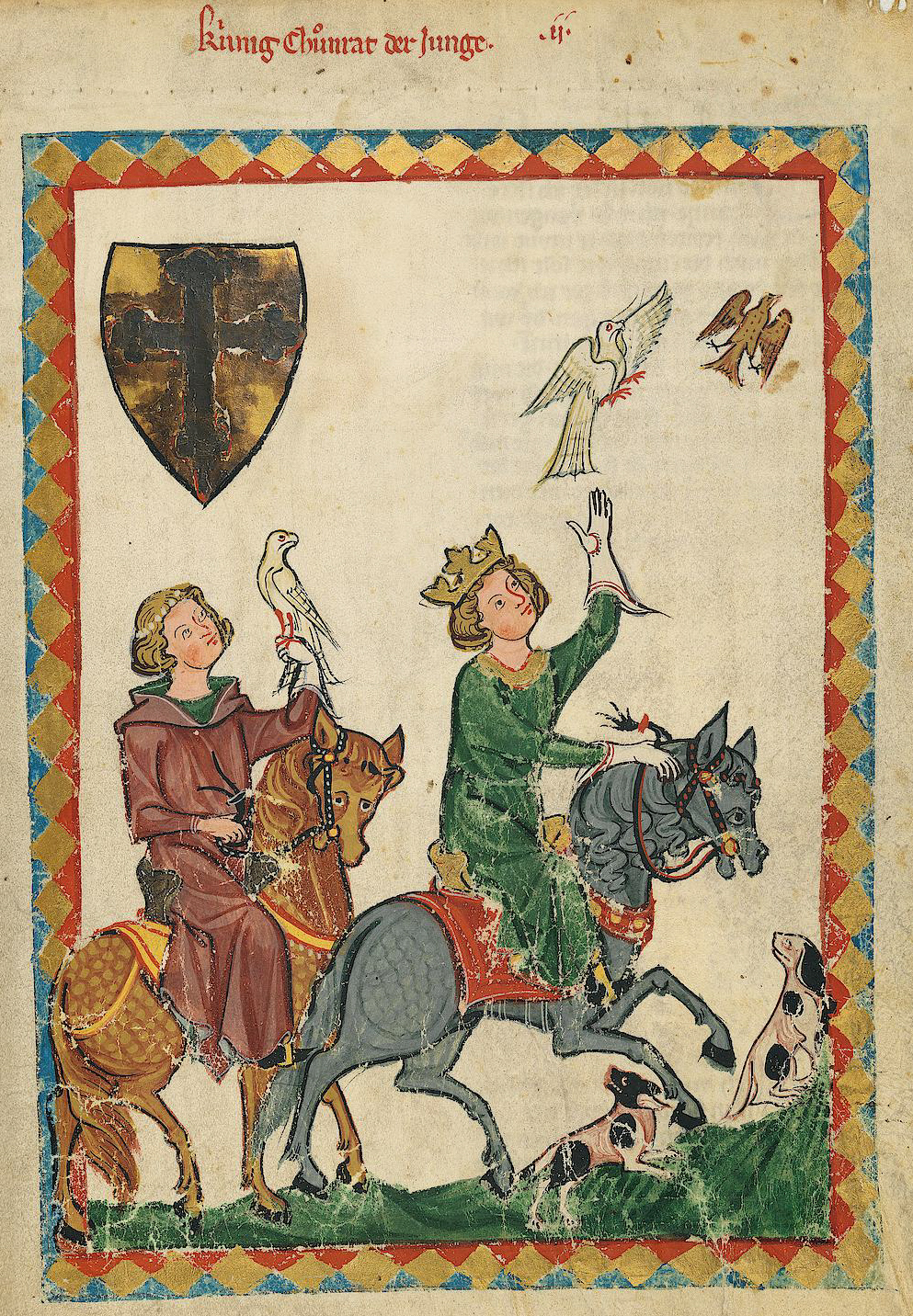
Conradino es ejecutado por Carlos I de Sicilia, extinguiéndose así la dinastía Hohenstaufen.

1268 (MCCLXVIII) fue un año bisiesto comenzado en domingo del calendario juliano.

## Acontecimientos
- Kublai Khan envía un nuevo grupo de emisarios a Japón para intentar negociar la entrega pacífica del archipiélago.
- Antioquía fue capturada por el sultán mameluco Baibars. Este destruyó la ciudad hasta tal punto que nunca más volvió a ser importante.
- Reino de Galicia: en las Cortes de Jerez se hace una lista de los puertos castellano-leoneses, con objeto de nombrar a las personas que han de encargarse del control de las importaciones en cada uno de ellos. La lista incluye, dentro de Galicia, los siguientes: Ribadeo, Vivero, Betanzos, La Coruña, Santa Marta (Ortigueira), Cedeira, Ferrol, Bayona, La Guardia, Pontevedra, Padrón y Noya.
- 23 de agosto: en la batalla de Tagliacozzo, Carlos de Anjou (rey de Sicilia), derrota a Conradino de Hohenstaufen y posteriormente ordena su ejecución. Tras la batalla, el infante Enrique de Castilla "El Senador" (hijo de Fernando III el Santo) es entregado a Carlos de Anjou por el abad de Montecasino. El infante permaneció cautivo en diversas fortalezas hasta su liberación en 1294.

## Nacimientos
- Felipe IV El Hermoso, rey francés.

## Fallecimientos
- 29 de octubre: Conradino de Hohenstaufen, rey de Sicilia y de Jerusalén.
- 29 de noviembre: Clemente IV, papa italiano.